# 南アフリカ日産自動車
南アフリカ日産自動車会社（みなみ - にっさんじどうしゃがいしゃ、英語: Nissan Motor Company South Africa (Proprietary) Ltd.）は、南アフリカ共和国の企業である。

## 概要
日産自動車の連結子会社であり、南アフリカ共和国における自動車の生産、販売を1963年から行っている。

## 生産車種
- NP200
- NP300ハードボディ

### 過去の生産車種
- スカイライン(R30,1982頃)
- アルメーラ/セントラ(1995頃)
- 1400バッキー(1959～70頃)
- リヴィナ,リヴィナジェニス,X gear(2000～14頃)
- ティーダハッチ,＆セダン(2000～2014頃)
- ルノー・サンデロ（2009年 - ）